# Richard Blanco (político)
Richard Blanco (Upata, 27 de dezembro de 1964) é um político venezuelano, atualmente deputado da Assembleia Nacional e presidente do partido Aliança Bravo Povo (Alianza Bravo Pueblo).

## Carreira
Richard Blanco é licenciado em comunicação social pela Universidade Católica Cecilio Acosta e cursou direito na Universidade Santa María. Atualmente é o presidente da partido Aliança Bravo Povo (ABP) e é colunista do diário O Nacional. Foi coordenador geral da prefeitura do extinto governo do Distrito Capital em 1992, diretor geral dos cemitérios municipais entre 1996 e 1999, diretor de gestão cidadã da prefeitura de Caracas entre 1999 e 2001 e prefeito de Caracas sob a gestão municipal de Antonio Ledezma entre 2008 e 2009.
Richard foi preso em Caracas em agosto de 2009, acusado de incitar à violência e de lesionar a um servidor público policial durante uma manifestação. A Amnistia Internacional afirmou que «sua detenção parecia ter motivação política», afirmando que o vídeo oferecido para demonstrar essas ações não mostrava nenhuma evidência de violência ou de incitação por parte de Richard. A organização pediu sua libertação. Foi solto graças a uma fiança, em abril de 2010. Foi deputado da Assembleia Nacional para o período 2011-2015.